# Šota Arveladze
Šota Arveladze (gruzínsky შოთა არველაძე; anglickou transkripcí Shota Arveladze; * 22. února 1973 Tbilisi) je bývalý gruzínský fotbalový útočník a reprezentant a současný fotbalový trenér. Jako hráč působil mimo Gruzii v Turecku, Nizozemsku, Skotsku a Španělsku, v klubech posbíral celou řadu trofejí.
S 26 góly v 61 zápasech je nejlepším střelcem gruzínské fotbalové reprezentace.

## Klubová kariéra
Šota Arveladze hrál nejprve v gruzínském klubu FC Dinamo Tbilisi, odkud odešel do tureckého Trabzonsporu. Pak hrál v Ajaxu Amsterdam, skotském Rangers FC, nizozemském AZ Alkmaar a kariéru ukončil v létě 2008 ve španělském Levante UD.
V sezóně 1995/96 se stal v dresu Trabzonsporu s 25 vstřelenými brankami nejlepším střelcem turecké nejvyšší fotbalové ligy. Stal se teprve druhým cizincem v historii turecké první ligy, kterému se to podařilo (po Tariku Hodžićovi ze sezóny 1983/84).

## Reprezentační kariéra
V A-mužstvu Gruzie debutoval 2. září 1992 v přátelském utkání v Kaunasu proti domácímu týmu Litvy (porážka 0:1).
Poprvé za gruzínské áčko skóroval o dva týdny později 17. září v přátelském střetnutí proti týmu Ázerbájdžánu (výhra 6:3).
Reprezentační góly a zápasy hráče v A-mužstvu Gruzie
| Rok    | Zápasy | Góly |
| ------ | ------ | ---- |
| 1992   | 2      | 1    |
| 1994   | 6      | 3    |
| 1995   | 6      | 2    |
| 1996   | 5      | 0    |
| 1997   | 6      | 5    |
| 1998   | 5      | 0    |
| 1999   | 3      | 3    |
| 2000   | 3      | 0    |
| 2001   | 6      | 1    |
| 2002   | 2      | 1    |
| 2003   | 4      | 3    |
| 2004   | 4      | 0    |
| 2005   | 3      | 1    |
| 2006   | 5      | 5    |
| 2007   | 1      | 1    |
| Celkem | 61     | 26   |

## Trenérská kariéra
Od července 2008 působil dva roky jako asistent hlavního trenéra v klubu AZ Alkmaar, kde dříve hrával. V roce 2010 se přesunul do Turecka na místo hlavního kouče Kayserisporu, kde vydržel rok a něco. Poté převzal jiný turecký tým Kasımpaşa SK. V březnu 2015 v rezignoval v Kasımpaşe na svou funkci.